# Clas Thunberg
Clas Thunberg (Hèlsinki, Gran Ducat de Finlàndia 1893 - íd. 1973) fou un patinador de velocitat sobre gel finlandès, un dels millors esportites d'aquesta disciplina i guanyador de set medalles olímpiques.

## Biografia
Va néixer el 5 d'abril de 1893 a la ciutat de Hèlsinki, en aquells moments capital del Gran Ducat de Finlàndia i que avui en dia és capital de Finlàndia. Morí a la seva residència de Hèlsinki el 28 d'abril de 1973.

## Carrera esportiva
Va començar a practicar el patinatge de velocitat sobre gel als 18 anys, si bé no fou fins als 28 anys que aconseguí la seva primera victòria en el Campionat d'Europa de patinatge de velocitat, victòria que repetiria en quatre ocasions més.
L'any 1923 aconseguí la victòria en el Campionat del Món de patinatge, victòria que repetiria els anys 1925, 1928, 1929 i 1931. Així mateix es convertí en campió del seu país en cinc ocasions (1920, 1922, 1924, 1927 i 1928).
Especialitzat en distàncies curtes, especialment en els 500 m. i 5.000 m., en els Jocs Olímpics d'hivern de 1924 disputats a Chamonix (França) aconseguí la victòria en les proves de 1.500, 5.000 i combinada, així com una medalla de plata en la prova de 10.000 m. i una medalla de bronze en la prova de 500 m, esdevenint l'esportista més guardonat en aquells Jocs. Posteriorment en els Jocs Olímpics d'hivern de 1928 realitzats a Sankt Moritz (Suïssa) aconseguí la victòria de 500 i 1.500 metres. En aquests Jocs Olímpics es convertí en el patinador de més edat que ha guanyar una medalla d'or en aquest campionat, al fer-ho a l'edat de 34 anys.

### Rècords del món
Al llarg de la seva carrera establí diversos rècords:
| Prova  | Temps  | Data                | Seu          |
| ------ | ------ | ------------------- | ------------ |
| 500 m  | 42.8   | 19 de gener de 1929 | Davos        |
| 1000 m | 1:28.4 | 11 de gener de 1930 | Davos        |
| 500 m  | 42.6   | 13 de gener de 1931 | Sankt Moritz |
| 3000 m | 5:19.2 | 8 de gener de 1932  | Davos        |

### Rècords personals
| Prova   | Temps   | Data                 | Seu          | Rècord del món |
| ------- | ------- | -------------------- | ------------ | -------------- |
| 500 m   | 42.6    | 13 de gener 1931     | Sankt Moritz | 42.8           |
| 1000 m  | 1:27.4  | 4 de març de 1931    | Oslo         | 1:28.4         |
| 1500 m  | 2:18.1  | 11 de gener de 1930  | Davos        | 2:17.4         |
| 3000 m  | 5:00.6  | 21 de febrer de 1933 | Davos        | 5:19.2         |
| 5000 m  | 8:32.6  | 4 de febrer de 1928  | Davos        | 8:26.5         |
| 10000 m | 17:34.8 | 5 de febrer de 1928  | Davos        | 17:22.6        |

el rècord aconseguit per Thunberg en 3.000 metres no fou reconegut com a rècord del món per la Federació Internacional de Patinatge.